# El cuarto mandamiento (película de 1948)
El cuarto mandamiento es una película dramática mexicana de 1948 dirigida por Rolando Aguilar y protagonizada por Domingo Soler, Carmelita González, Sara Montes y Emma Roldán. Su diseño de producción corrió a cargo de Manuel Fontanals. La película es considerada parte de un grupo de melodramas familiares realizados en este período, en el que la tensión dramática gira en torno a los viejos valores, vinculados a un orden conservador enraizado en el pasado, enfrentado a los nuevos valores asociados con el impacto de la modernidad, tales como Cuando los hijos se van y Una familia de tantas.

## Argumento
Una familia ve preocupada que su hija es cortejada por un joven rico que gusta de diversiones nocturnas y autos de lujo.

## Reparto
- Domingo Soler como Don Gustavo García
- Carmelita González como Cristina
- Sara Montes como Anita
- Emma Roldán como Lupe
- Víctor Parra como David González
- Pepe del Río como Eduardo
- Azucena Rodríguez como Pita
- Manuel Noriega como Don Eusebio Echeverría
- Pepe Nava como Don Melchor
- Enrique Zambrano como Don Ricardo
- Victorio Blanco como Don Isaac Martínez
- Alfredo Varela como Sacerdote
- Daniel Arroyo como Cliente de tienda (no acreditado)
- Alfonso Carti como Policía (no acreditado)
- Elisa Christy como Empleada de oficina de tienda (no acreditada)
- María Luisa Cortés como Empleada de tienda (no acreditada)
- Manuel de la Vega como Empleado de tienda (no acreditado)
- Conchita Gentil Arcos como María Luisa Lucio, enfermera abortista (no acreditada)
- Pedro Ibarra como Sr. Roldán (no acreditado)
- Luis Mario Jarero como José (no acreditado)
- Ramón G. Larrea como Dueño de sala de billar (no acreditado)
- Raúl Lechuga como Cantinero (no acreditado)
- Gloria Lozano como Empleada de tienda (no acreditada)
- Héctor Mateos como Doctor (no acreditado)
- Álvaro Matute como Beto Zaneta, novio de Cristina (no acreditado)
- Consuelo Múgica como Carmela, empleada de tienda (no acreditada)
- Héctor Pérez Verduzco (no acreditado)
- Manuel Trejo Morales como Comisario (no acreditado)
- Ana María Villaseñor (no acreditada)